# Johannes Micraelius
Johannes Micraelius, właśc. Johannes Lütkeschwager (ur. 1 września 1597 w Koszalinie, zm. 3 grudnia 1658 w Szczecinie) – niemiecki teolog, filozof, poeta i historyk.

## Życiorys
Urodził się jako syn koszalińskiego pastora. W 1614 podjął studia na książęcym Pedagogium Szczecińskim (rektorami w czasie jego studiów w Szczecinie byli Daniel Cramer i Philipp Dulichius). W roku 1618 rozpoczął studia teologiczne i filozoficzne w Królewcu. Od 1624 został profesorem retoryki na Uniwersytecie w Greifswaldzie.
W roku 1641 został mianowany rektorem Pedagogium Szczecińskiego. Już wtedy był ceniony jako historyk i wszechstronny pedagog, zwłaszcza jako autor obszernej historii Pomorza (Sechs Bücher vom Alten Pommeranlande), która ukazała się drukiem w latach 1639 – 1640 i do dziś jest bogatym źródłem wiedzy na temat historii tego regionu.
Jako filozof wniósł do nauki termin ontologia, którego po raz pierwszy użył w samodzielnym znaczeniu w swym słowniku filozoficznym. Swoje dzieła pisał po łacinie i w języku niemieckim. Podobno także znał język polski.

## Dzieła

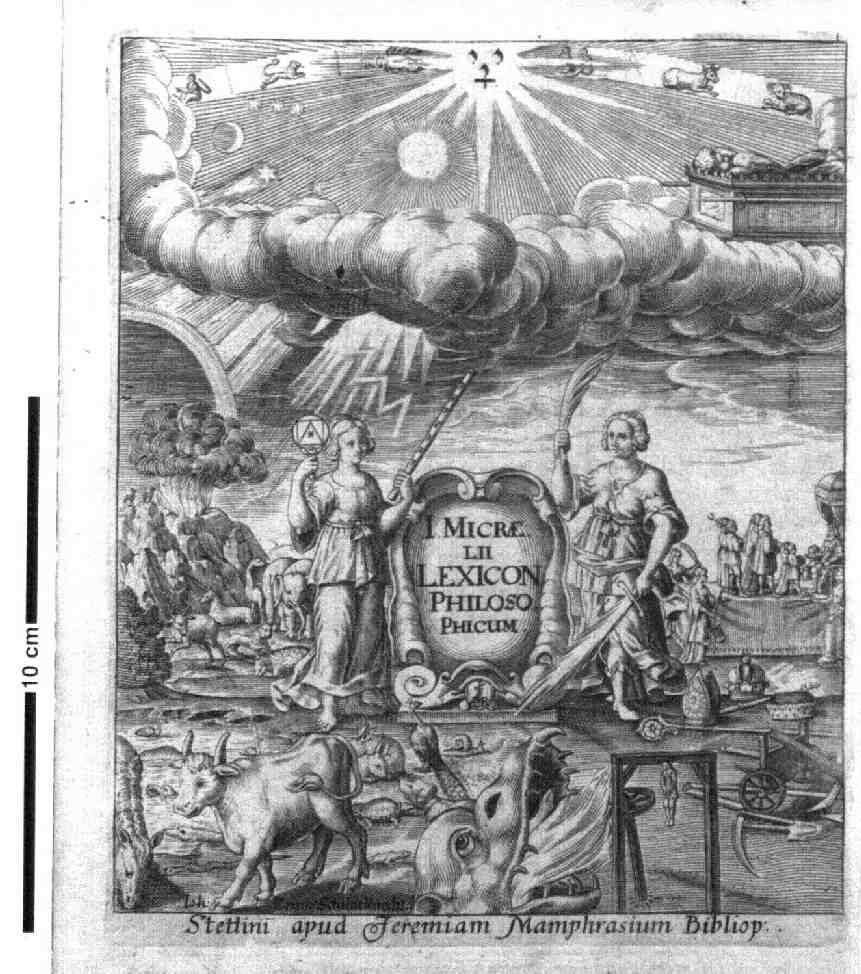
Ilustracja z Lexicon philosophicum Micraeliusa.

- Syntagma historiarum ecclesiae, 1630
- Tragico-Comoedia Nova de Pomeride a Lastevio afflicta, 1631
- Sechs Bücher vom alten Pommernland, 1639-1640
- Oratio inauguralis de animorum morbis et medicina, 1642
- Ethnopronius tribus dialogorum libris, 1647
- Aphorismi de regia politici scientia, 1647
- De methodo in disciplinis, 1648
- De inaudita philosophia Joannis Baptistae Helmontii, 1649
- Cosmologia, 1650
- Psychologia, 1650
- Tabellae historicae, 1652
- De mutationibus rerum publicarum earumque causis, praesagiis er curatione, 1652
- Lexicon philosophicum terminorum philosophis usitatorum, 1653